# Pepper No. 30

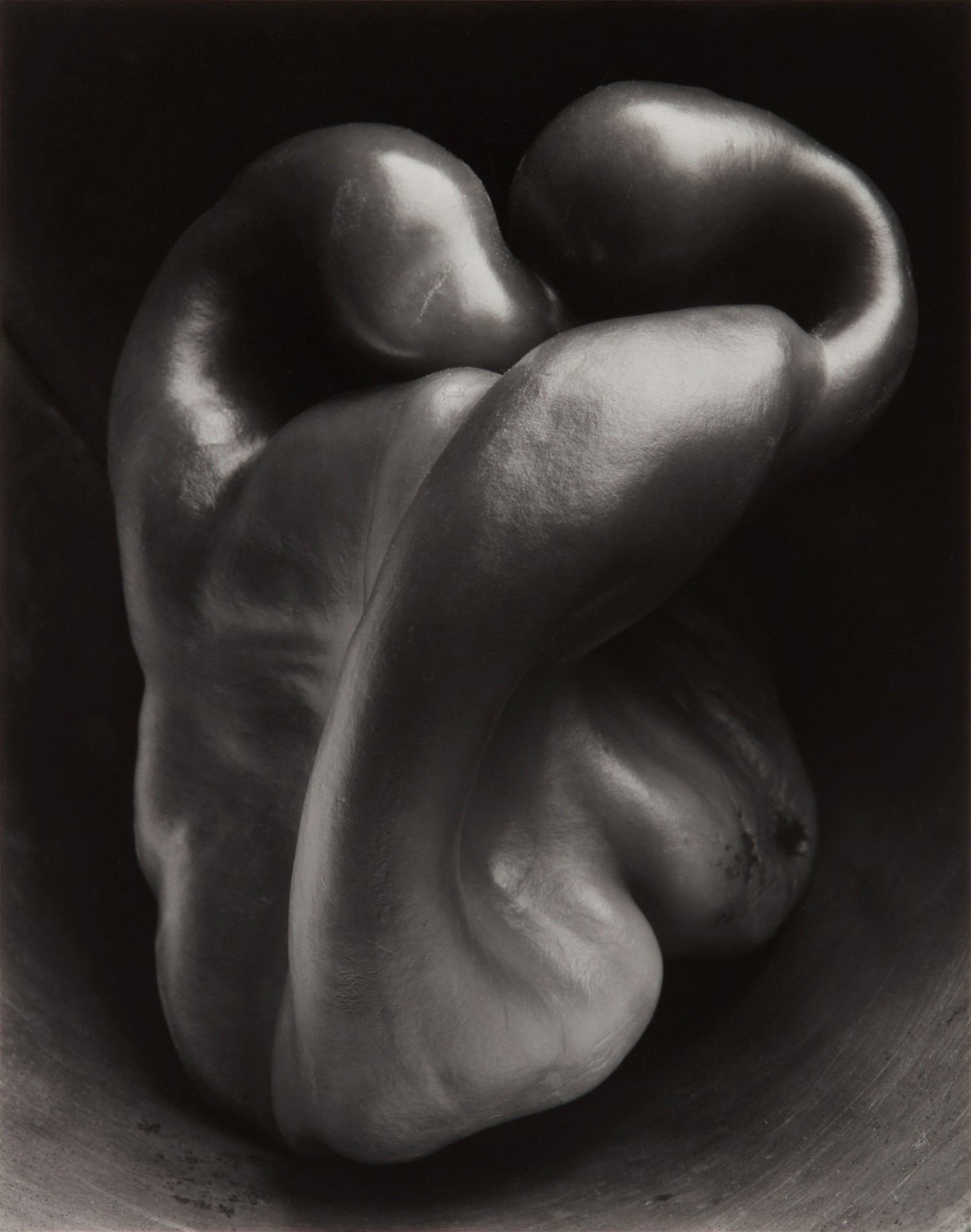
Pepper No. 30 (1930) de Edward Weston. Impressão póstuma de seu filho Cole Weston

Pepper No. 30 é uma foto em preto e branco e uma das mais conhecidas fotos tiradas por Edward Weston. Retrata uma pimenta verde solitária em ricos tons de preto e branco, com forte iluminação de cima.
No fim dos anos 1920, Weston começou a tirar uma série de imagens em close de diferentes objetos que ele chamou de "naturezas mortas".

## Antecedentes
No final da década de 1920, Weston começou a tirar uma série de imagens em close-up de diferentes objetos que ele chamou de "naturezas-mortas". Durante vários anos experimentou uma variedade de imagens de conchas, legumes e frutas, e em 1927 fez a sua primeira fotografia de uma pimenta.  Ele recebeu feedback misto sobre essa imagem, mas dois anos depois ele começou uma nova série que se concentrou apenas em pimentas. Ele registrou vinte e seis negativos de pimentas tomadas durante 1929, a maioria tomada contra fundos de estopa ou musselina simples.

Um ano depois, durante um período de quatro dias, de 2 a 6 de agosto de 1930, Weston tomou pelo menos mais trinta negativos de pimentas.  Ele tentou pela primeira vez novamente com musselina lisa ou um pedaço de papelão branco como pano de fundo, mas para essas imagens ele achou que o contraste entre o pano de fundo e a pimenta era muito gritante. Em 2 de agosto, ele encontrou um grande funil de estanho e, colocando-o de lado, colocou uma pimenta dentro da grande extremidade aberta. Ele escreveu:
Foi uma ideia brilhante, um alívio perfeito para a pimenta e adicionando luz refletiva a contornos importantes. Eu ainda tinha a pimenta que me causou uma semana de trabalho, eu tinha decidido que não poderia ir mais longe com ela, mas algo me impediu de levá-la para a cozinha, o fim de todas as pimentas boas. Coloquei-o no funil, foquei com o Zeiss, e conhecendo apenas o ponto de vista, reconhecendo uma luz perfeita, fiz uma exposição de seis minutos, com apenas alguns minutos de trabalho preliminar, a verdadeira preliminar estava ligada em horas passadas. Tenho um ótimo negativo, \u2012 de longe o melhor!
É um clássico, completamente satisfatório, \u2012 uma pimenta \u2012 mas mais do que uma pimenta; abstrato, na medida em que está completamente fora do assunto. Não tem atributos psicológicos, nenhuma emoção humana é despertada: essa nova pimenta leva a pessoa além do mundo que conhecemos na mente consciente.

Com certeza, muito do meu trabalho tem essa qualidade... mas este, e de fato todos os novos, levam a uma realidade interior, \u2012 o absoluto, \u2012 com uma compreensão clara, uma revelação mística. Esta é a "apresentação significativa" que quero dizer, a apresentação através do eu intuitivo, vendo "através dos olhos, não com eles": o visionário.
Ao colocar a pimenta na abertura do funil, Weston foi capaz de iluminá-la de uma forma que retrata a pimenta em três dimensões, em vez de como uma imagem plana. É esta luz que dá à imagem muito da sua extraordinária qualidade.

## Fotografia
Weston fotografou a Pepper No. 30 usando sua câmera Ansco 8×10 Commercial View com uma lente Zeiss de 21 cm. A menor abertura nesta lente é f/36.
Todas as impressões da Pepper No. 30 são impressões de contato de gelatina prateada, aproximadamente 91⁄2" × 71⁄2" (24,1 × 19,2 cm) \u2012 o tamanho exato do filme de 8" × 10" que ele usou. Algumas pequenas variações de tamanho existem devido ao encolhimento do papel ao longo do tempo.

Após sua morte, seu filho Cole Weston fez várias impressões desta imagem de acordo com as especificações de seu pai; todas essas impressões são claramente rotuladas como "Impresso por Cole Weston".